# Carl Baudenbacher
Carl Baudenbacher (* 1. September 1947 in Basel; heimatberechtigt in Murten) ist ein Schweizer Jurist. Von 1987 bis 2013 war er ordentlicher Professor an der Universität St. Gallen und von 2003 bis 2018 Präsident des EFTA-Gerichtshofs in Luxemburg. Seit Mai 2018 ist er unabhängiger Schiedsrichter und Berater von Unternehmen, Anwaltsfirmen, Regierungen und Parlamenten.

## Leben
Baudenbacher studierte von 1967 bis 1971 Rechtswissenschaft an der Universität Bern, wo er 1978 auch promoviert wurde. 1983 habilitierte er sich an der Universität Zürich. Nach Lehrstuhlvertretungen und Gastprofessuren in Deutschland wurde er 1987 Professor für Privatrecht an der Universität Kaiserslautern. Von 1987 bis 2013 hatte er den Lehrstuhl für Privat-, Handels- und Wirtschaftsrecht an der Universität St. Gallen, von 1990 bis 2014 war er dort Direktor des Instituts für Europäisches und Internationales Wirtschaftsrecht. 1995 gründete er das Nachdiplomstudium der Universität St. Gallen im Europäischen und Internationalen Wirtschaftsrecht Executive M.B.L.-HSG, das in Europa, den USA, Japan und China durchgeführt wurde. Von 1993 bis 2004 war er Visiting Professor für Internationales und Europäisches Recht an der School of Law der University of Texas at Austin.
Von 1990 bis 1994 war Baudenbacher Berater der Regierung des Fürstentums Liechtenstein in Fragen des Europarechts. 1994/95 war er Mitglied des Fürstlichen Obersten Gerichtshofs. Von September 1995 bis April 2018 war er der vom Fürstentum Liechtenstein nominierte Richter am Gerichtshof der Europäischen Freihandelsassoziation (EFTA), von 2003 bis 2017 als Präsident. Der EFTA-Gerichtshof ist zuständig für das Entscheiden von Fällen, die ihren Ursprung im EFTA-Pfeiler des Europäischen Wirtschaftsraums (EWR) haben. Dem EFTA-Pfeiler gehören derzeit Island, Liechtenstein und Norwegen an.
Im Jahr 2014 war Baudenbacher Mitglied der Unabhängigen Untersuchungskommission der österreichischen Bundesregierung zur Aufklärung der Vorkommnisse im Zusammenhang mit der Hypo Alpe-Adria-Bank International AG (sog. Griss-Kommission).
Als «einer der besten Kenner der Europapolitik und der EU» in der Schweiz (NZZ) lehnt Baudenbacher ein Rahmenabkommen ab, gemäss dem letztlich der EuGH entscheiden würde. Er empfahl 2021 stattdessen, das Andocken an die EFTA-Institutionen zu prüfen. Nachdem der Schweizer Bundesrat 2024 eine modifizierte Verhandlungsgrundlage für die weiteren Gespräche mit der EU geschaffen hat, sieht Baudenbacher die wesentlichen institutionellen Elemente des neuen Entwurfs wie dynamische Rechtsübernahme, Überwachung und Streitbeilegung als nahezu identisch mit jenen des gescheiterten ersten Rahmenvertrags.
Baudenbacher lebt mit seiner Frau in Luxemburg. Die Juristin Laura Melusine Baudenbacher ist seine Tochter. 

### Beratung und Schiedsgerichtsbarkeit
Seit seinem Rücktritt vom EFTA-Gerichtshof ist Baudenbacher als unabhängiger Schiedsrichter und Berater tätig. Er ist Partner von lawyers and advisors, Zurich/Oslo/Stavanger/Brussels und Door Tenant von Monckton Chambers, London.

## Publikationen
Carl Baudenbacher hat mehr als 40 Bücher und über 280 Artikel verfasst zu europäischem und internationalem Recht, Schuldrecht, Arbeitsrecht, Lauterkeitsrecht, Kartellrecht, Gesellschaftsrecht, Immaterialgüterrecht, Rechtsvergleichung, Schiedsgerichtsbarkeit und internationalen Gerichten.
Wichtige Publikationen:
- Judicial Independence. Memoirs of a European Judge, Springer 2019.
- Das Schweizer EU-Komplott, Münster-Verlag 2019.

- The Fundamental Principles of EEA Law. EEA-ities (Ed.) Springer 2017.
- The Handbook of EEA Law (Ed.), Springer 2016.
- Swiss Economic Law Facing the Challenges of International and European Law, ZSR 2012 II, 419-673.
- The EFTA Court in Action – Five Lectures, Stuttgart: German Law Publishers 2010, ISBN 978-3-941389-04-5.
- Evaluation des Kartellgesetzes: Institutionelles Setting -Vertikale Abreden – Sanktionierung von Einzelpersonen – Zivilrechtliche Verfahren, Strukturberichterstattung des Staatssekretariats für Wirtschaft, Nr. 44/3, Bern: Staatssekretariat für Wirtschaft SECO 2009.
- Dispute Resolution, Stuttgart 2009.
- Proceedings before the European Courts in competition and State aid cases, in: Hirsch/Montag/Säcker, Competition Law: European Community Practice and Procedure, Thomson/Sweet&Maxwell 2008, 2535-2753 (mit Dirk Buschle).
- Lauterkeitsrecht, Kommentar zum Bundesgesetz gegen den unlauteren Wettbewerb (UWG), Helbing & Lichtenhahn: Basel/Genf/München; WIV Wirtschaftswissenschaftlicher Verlag: St. Gallen/Berlin 2001.

Festschriften
- The Art of Judicial Reasoning, Festschrift in Honour of Carl Baudenbacher, Selvik, G., Clifton, M.-J., Haas, T., Lourenço, L., Schwiesow, K. (Eds.), Springer 2019.
- Economic Law and Justice in Times of Globalisation: Festschrift for Carl Baudenbacher, edited by Mario Monti, Nikolaus von und zu Liechtenstein, Bo Versterdorf, Jay Westbrook, Luzius Wildhaber (Editor), Baden-Baden/Bern/Wien 2007.

## Auszeichnungen
- 2003 Ehrenkreuz für Wissenschaft und Kunst Erster Klasse der Republik Österreich
- 2003 Carl H. Fulda Award des Texas International Law Journal
- 2004 Kleinstaatenpreis des Herbert-Batliner Europainstitutes in Salzburg
- 2007 Goldenes Ehrenzeichen der Stadt Wien
- 2012 Dr. rer. pol. h. c. der Leuphana Universität
- 2015, 2016 and 2017: Aufgeführt als einer der 15 einflussreichsten Denker der Schweiz durch die Basler Zeitung
- 2018 Kommandeurskreuz (Stórriddarakross) des Falkenordens der Republic Island
- 2018 Komturkreuz mit dem Stern des Fürstlich Liechtensteinischen Verdienstordens